# (32524) 2001 OC85
2001 OC85 (asteroide 32524) é um asteroide da cintura principal. Possui uma excentricidade de 0.16473780 e uma inclinação de 3.44978º.
Este asteroide foi descoberto no dia 20 de julho de 2001 por LONEOS em Anderson Mesa.